# Anatomy of a Scandal
Anatomy of a Scandal (em português:  Anatomia de um Escândalo) é uma minissérie de televisão de drama e suspense antológica americana desenvolvida por David E. Kelley e Melissa James Gibson, baseada no romance de mesmo nome de Sarah Vaughan. A série é composta por seis episódios e estreou na Netflix em 15 de abril de 2022.

## Premissa
Sophie Whitehouse, esposa do parlamentar conservador britânico James Whitehouse, descobre que seu marido está tendo um caso com uma assessora. A notícia vem a público, explodindo suas vidas e forçando-a a lidar com as consequências das decisões desastrosas de seu marido. Para piorar a situação, James é acusado de estupro e precisa ser julgado.

## Elenco e personagens

### Principal
- Sienna Miller como Sophie Whitehouse, esposa de James
- Michelle Dockery como Kate Woodcroft,  , advogado de acusação encarregado do caso de James
- Rupert Friend como James Whitehouse, , ex-ministro do governo e assessor próximo do primeiro-ministro
- Naomi Scott como Olivia Lytton, pesquisadora parlamentar da equipe de James, que tem um caso com ele e depois o acusa de estupro
- Joshua McGuire como Chris Clarke, chefe de comunicações de Downing Street
- Josette Simon como Angela Regan,  , advogado de defesa de James

## Produção
A Netflix anunciou em maio de 2020 que havia dado luz verde à série, que David E. Kelley e Melissa James Gibson adaptaram do romance de Sarah Vaughan com o mesmo nome. SJ Clarkson foi definido para dirigir todos os episódios da série. Em setembro, Sienna Miller, Michelle Dockery e Rupert Friend foram escalados para estrelar a série. Naomi Scott seria adicionada em dezembro, com Ben Radcliffe reservando um papel recorrente em janeiro de 2021.
As filmagens da série começaram em outubro de 2020 no Shepperton Studios. As filmagens também ocorreram na Escola Primária de St. George's Hanover Square em Mayfair, Londres. A produção ocorreu em Oxford em fevereiro de 2021.
O site agregador de críticas Rotten Tomatoes relatou uma taxa de aprovação de 62% com uma classificação média de 5,9/10, com base em 37 críticas. O consenso dos críticos do site diz: " Anatomia de um escândalo tem os ossos de um bom potboiler de David E. Kelley, mas falta o tecido conjuntivo para realmente funcionar, embora o elenco estrelado forneça uma intriga própria."  Metacritic, que usa uma média ponderada, atribuiu uma pontuação de 51 em 100 com base em 19 críticos, indicando "críticas mistas ou médias".